# 森聯摩天41
25°04′03″N 121°21′39″E / 25.067412°N 121.360863°E
森聯摩天41（英語：Sunland 41）為兩棟位於新北市林口區的住宅摩天大樓，樓高160.8公尺，地上41層，地下3層，總樓地板面積為99,315.48平方公尺，由森聯機構委託大陸工程興建，由丹下都市建築設計及三大建築師事務所設計，基地面積3696坪，共260戶。目前是林口區最高的住宅大樓，超越亞昕晴空樹（125公尺）及長虹天際（133公尺），之後會被東森集團全球營運總部的恩典大樓（199公尺）取代。

## 大眾運輸

### 鐵路運輸
桃園捷運
- 機場線：林口站